# 久々原駅
久々原駅（くぐはらえき）は、岡山県都窪郡早島町前潟にある、西日本旅客鉄道（JR西日本）宇野線の駅である。宇野方面に向かう「宇野みなと線」と、本四備讃線に直通する「瀬戸大橋線」の、双方の愛称区間に含まれている。駅番号は宇野みなと線がJR-L07、瀬戸大橋線がJR-M07。
普通列車のみ停車する。

## 歴史

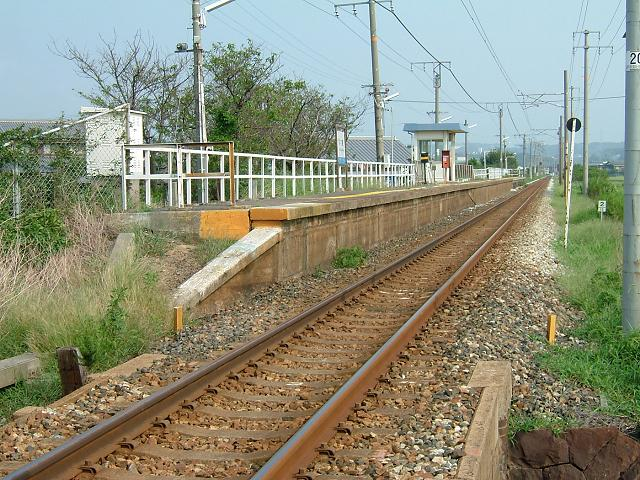
単線時代のホーム。現在の1番のりばにあたる（2005年9月）

- 1952年（昭和27年）3月20日：宇野線の早島駅 - 茶屋町駅間に新設開業[2]。
- 1987年（昭和62年）4月1日：国鉄分割民営化により、西日本旅客鉄道（JR西日本）の駅となる[1]。
- 2007年（平成19年）
  - 7月15日：「ICOCA」対応の簡易型自動改札機導入。
  - 9月1日：「ICOCA」の利用が可能となる。
- 2009年（平成21年）1月25日：複線化完成に伴い、下りホームを新設し2面2線化。

## 駅構造

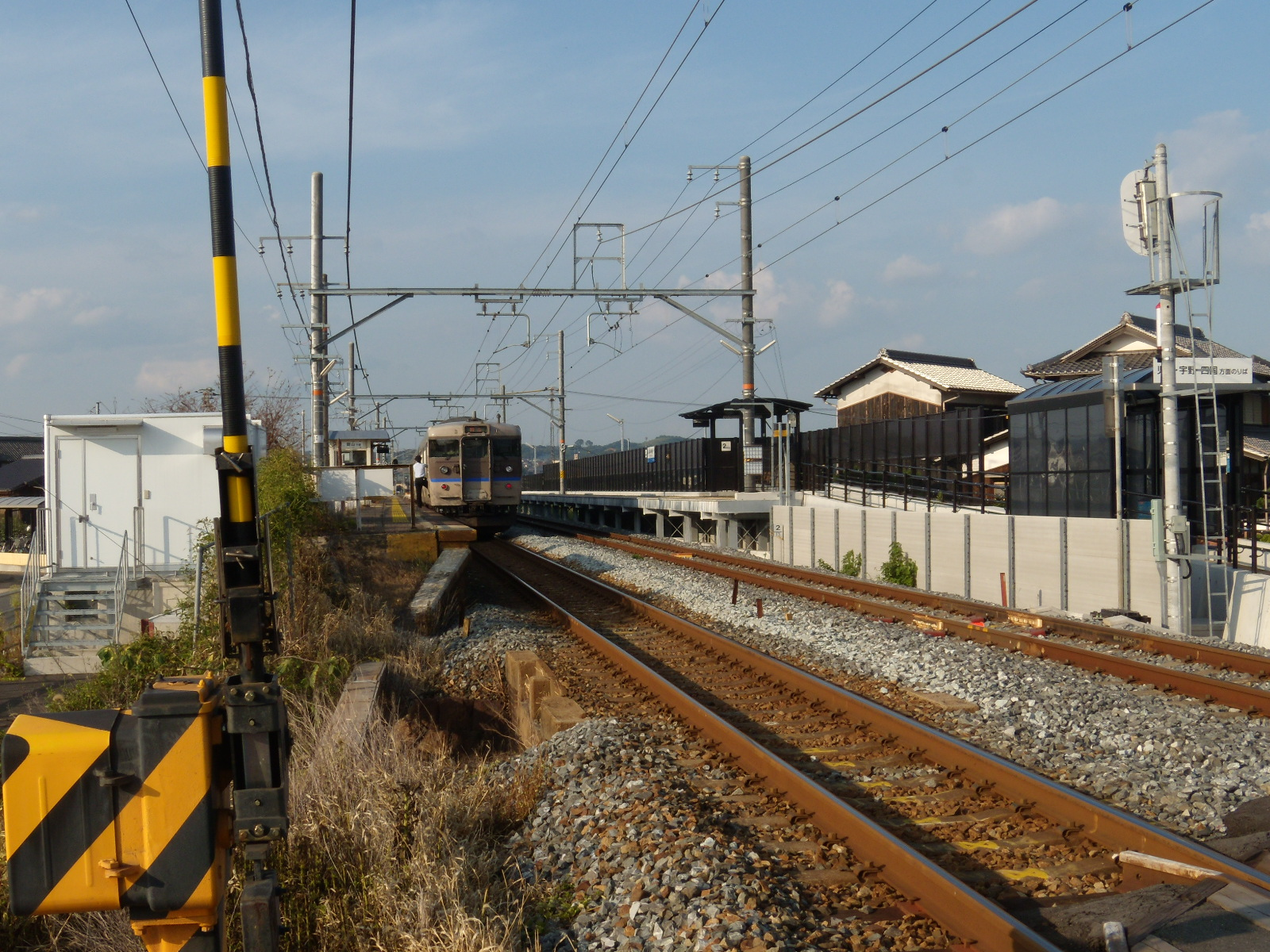
複線化された後のホーム

2009年（平成21年）1月25日より相対式ホーム2面2線を有する地上駅となった。岡山駅管理の無人駅で駅舎はなく、直接ホームに入る形になっている。ICOCA利用可能駅（相互利用可能ICカードはICOCAの項を参照）。
上りホームは側面部に出入口があり、入口付近に乗車券回収箱が、上り待合所内に簡易型自動改札機がある。下りホームはホーム茶屋町寄りに簡易駅舎があり、集札箱付きの簡易型自動改札機がある。トイレは無い。また、建設コスト削減のため、以前からあった踏切を活用する形で上下ホームを結ぶ跨線橋は設置されていない。
なお、当駅と茶屋町駅の間の高架橋の手前からは、茶屋町駅まで再び単線となるが、単線区間に入るポイントまでが当駅の構内として扱われており、上り場内信号機もこのポイントの茶屋町方に設けられている。駅南側の踏切が通る道路が早島町と倉敷市の境界となっているため、当駅は正確にはこの両市町にまたがっていることになる。
かつては無人駅でありながら接近メロディの「瀬戸の花嫁」が列車の到着･通過時に流れていたが、現在はJR西日本標準メロディのみ流れる。

### のりば
| のりば | 路線                    | 方向 | 行先                 |
| ------ | ----------------------- | ---- | -------------------- |
| 1      | 瀬戸大橋線 宇野みなと線 | 上り | 岡山方面             |
| 2      | 瀬戸大橋線 宇野みなと線 | 下り | 児島・宇野・四国方面 |

なお、岡山駅 - 茶屋町駅間では、児島方面発着系統が「瀬戸大橋線」、宇野発着系統が「宇野みなと線」と案内される。

### 複線化に伴う施設変動
瀬戸大橋高速鉄道保有株式会社による当駅と備中箕島駅間の複線化工事が2006年（平成18年）完成をめどに計画が立てられたが、環境アセスメントを盛り込まず計画したミスが発見され、2008年（平成20年）度に完成することとなった。2009年（平成21年）1月25日に備中箕島 - 茶屋町間の複線区間の使用を開始、同時に現在のホームの東側に下りホームが新設され、2面2線化された。新設された下りホームは全長145メートルで7両編成対応、自動改札機と待合室が設置されている。

## 利用状況
1日の平均乗車人員は以下の通りである。
| 乗車人員推移 | 乗車人員推移 |
| 年度         | 1日平均人数  |
| ------------ | ------------ |
| 1999         | 21           |
| 2000         | 23           |
| 2001         | 26           |
| 2002         | 27           |
| 2003         | 25           |
| 2004         | 27           |
| 2005         | 30           |
| 2006         | 27           |
| 2007         | 44           |
| 2008         | 49           |
| 2009         | 47           |
| 2010         | 52           |
| 2011         | 51           |
| 2012         | 51           |
| 2013         | 52           |
| 2014         | 54           |
| 2015         | 56           |
| 2016         | 63           |
| 2017         | 70           |
| 2018         | 75           |
| 2019         | 75           |
| 2020         | 62           |
| 2021         | 67           |

## 駅周辺
住宅地と田園の中に在り、周囲に商業施設などは無い。
- 岡山県道152号倉敷妹尾線

## 隣の駅
西日本旅客鉄道（JR西日本）
 宇野みなと線（宇野線）・ 瀬戸大橋線（本四備讃線直通）
■快速「マリンライナー」・■快速（岡山 - 茶屋町）
通過
■普通
早島駅 (JR-L06/JR-M06) - 久々原駅 (JR-L07/JR-M07) - 茶屋町駅 (JR-L08/JR-M08)